# Jak básníkům chutná život
Jak básníkům chutná život es una película de comedia checoslovaca de 1988 dirigida por Dušan Klein y escrita por Klein con Ladislav Pecháček. Es la tercera película de la "hexalogía de los poetas", el título está precedido por Jak svět přichází o básníky (1982) y Jak básníci přicházejí o iluze (1985), y sucedido por Konec básníků v Čechách (1993), Jak básníci neztrácejí naději (2004) y Jak básníci čekají na zázrak (2016). La película está protagonizada por Pavel Kříž y David Matásek, y revisita las vidas de Štěpán Šafránek y su mejor amigo, Kendy, mientras navegan por sus respectivas vidas personales y profesionales.

## Sinopsis
Después de completar con éxito sus estudios de medicina, Štěpán Šafránek se une a la sala interna del hospital del distrito como médico. Kendy, graduado de FAMU, obtiene el puesto de asistente de dirección en la Televisión Checoslovaca y está filmando una serie en su ciudad natal de Hradiště. Después de tener problemas con el médico jefe de su hospital, Štěpán es transferido al puesto de médico de distrito en Bezdíkov, donde conoce a su nuevo amor, la profesora de música Alena Hubáčková. La pareja finalmente se muda al norte del país.

## Reparto y personajes
- Pavel Kříž como Štěpán Šafránek
- David Matásek como Kendy
- Eva Vejmělková como Alena
- Jana Hlaváčová como Tonička
- Rudolf Hrušínský como Hubáček
- Míla Myslíková como La madre de Štepán
- Josef Dielle como Numira "Mireček"
- Eva Jeníčková como Vendulka "Utěšitelka"
- Karel Roden como Honza Antos
- Václav Svoboda como Venoš Pastyřík
- Tomáš Töpfer como Dr. Sahulák
- Pavel Zedníček como Pisařík
- Blažena Holišová como Hubáčková
- Rostislav Kuba como Profesor Hájek
- Věra Vlčková como Jefe médico, apodado Obočenka
- František Filipovský como Adolf Valerián
- Josef Somr como Profesor Ječmen
- Ondřej Vetchý como Karabec